# 白盤
『白盤』（しろばん）は、斉藤和義のコンピレーション・アルバム。2005年12月7日発売。発売元はSPEEDSTAR RECORDS。規格品番：VICL-61773。枚数限定生産。

## 解説
「斉藤和義の世界が持つ "優しさ" や "あたたかさ" にスポットを当てた」という楽曲が選曲された、コンピレーション・アルバム。同時発売の『黒盤』とともに、各5万枚限定で発売された。
収録曲のうち、シングルA面曲「Baby, I LOVE YOU」がアルバム初収録となった。
各楽曲のスタジオ・ミュージシャンを記載した2つ折りのディスクジャケットに、別冊でギターチューニング・コード譜が掲載された歌詞ブックレット、音楽ライターによるライナーノーツと『黒盤』『白盤』ダブル購入者向けプレゼント・キャンペーンの募集要項が記載された4つ折りシートが封入された。
ディスクジャケットはタイトル色（白）の下着を着た女性が被写体となっている。本人の姿は、その2つ折りディスクジャケットの内側ページで見ることが出来る。

## 収録曲
| 全作詞・作曲・編曲: 斉藤和義（※特記以外）。 |                                                        |                       |                       |      |
| #                                           | タイトル                                               | 作詞                  | 作曲・編曲            | 時間 |
| 1.                                          | 「Baby, I LOVE YOU」                                   | 斉藤和義（※特記以外） | 斉藤和義（※特記以外） | 2:49 |
| 2.                                          | 「空に星が綺麗 〜悲しい吉祥寺〜」(※共同編曲: 松尾一彦) | 斉藤和義（※特記以外） | 斉藤和義（※特記以外） | 2:29 |
| 3.                                          | 「古い話」                                             | 斉藤和義（※特記以外） | 斉藤和義（※特記以外） | 2:42 |
| 4.                                          | 「好きな人の手」(※共同編曲: 松尾一彦)                  | 斉藤和義（※特記以外） | 斉藤和義（※特記以外） | 7:29 |
| 5.                                          | 「Rain」                                               | 斉藤和義（※特記以外） | 斉藤和義（※特記以外） | 5:02 |
| 6.                                          | 「古いラジカセ」                                       | 斉藤和義（※特記以外） | 斉藤和義（※特記以外） | 4:25 |
| 7.                                          | 「やわらかな日」                                       | 斉藤和義（※特記以外） | 斉藤和義（※特記以外） | 5:48 |
| 8.                                          | 「歌うたいのバラッド」                                 | 斉藤和義（※特記以外） | 斉藤和義（※特記以外） | 6:33 |
| 9.                                          | 「楽園」                                               | 斉藤和義（※特記以外） | 斉藤和義（※特記以外） | 4:36 |
| 10.                                         | 「アゲハ」                                             | 斉藤和義（※特記以外） | 斉藤和義（※特記以外） | 4:33 |
| 合計時間:                                   | 合計時間:                                              | 46:26                 |                       |      |

## 関連作品
- 初収録アルバム

青い空の下… - M-4
FIRE DOG - M-2
Because - M-8
COLD TUBE - M-5・10
HALF - M-3
NOWHERE LAND - M-7
青春ブルース - M-6・9
白盤 - M-1